# Вътрешни води
Вътрешни води – част от водната територия на държавата.
Вътрешните води се състоят от морските и неморските води.
Вътрешните неморски води са водите на реките, езерата, каналите и останалите водоеми, в т.ч. граничните води, разположени в пределите на държавните граници.
Към числото на вътрешните морски води се отнасят морските води, в т.ч. водите на държавите-архипелази, разположени встрани от брега от правите изходни линии, приети за начало на ширината на териториалното море; водите в акваторията на портовете; заливите, бреговете на които принадлежат на една държава, и ако тяхната ширина не превишава 24 морски мили; а също и историческите морета и заливи.